# Qara, Rif Dimashq
Qara (arabiska: قارة) är en ort i Syrien.   Den ligger i provinsen Rif Dimashq, i den sydvästra delen av landet, 80 kilometer nordost om huvudstaden Damaskus. Antalet invånare är 20 656.